# Söderarms skärgård

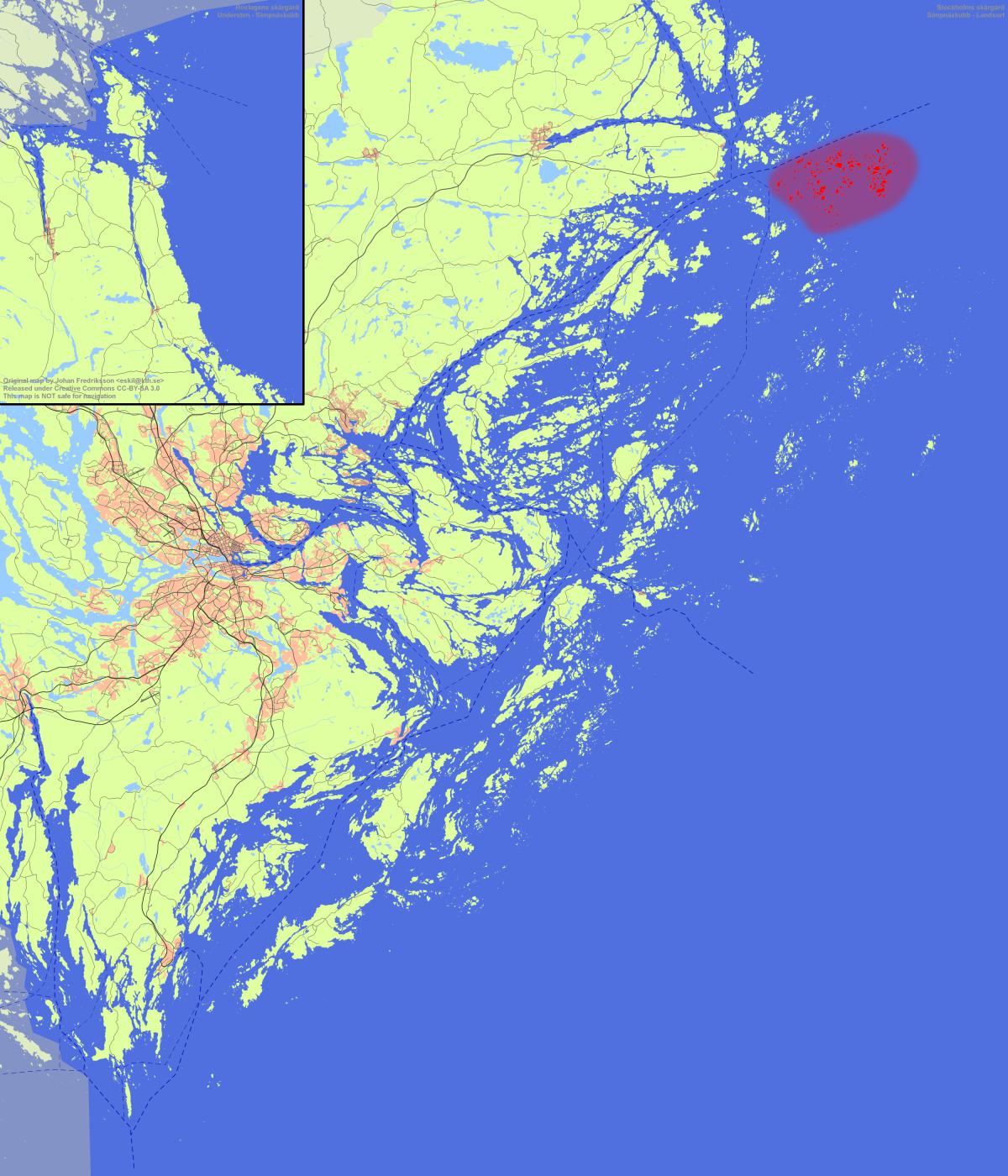
Söderarms skärgårds läge i Stockholms skärgård.

Söderarms skärgård är ett 8 nautiska mil långt och 4 nautiska mil brett område mellan Kapellskär och Ålands hav. Området är en arkipelag bestående av hundratals mindre öar, holmar, skär och kobbar som avgränsas av Ålands hav i öster, Havssvalget i norr, Rankaröfjärden i väster och i söder av en djupränna som sträcker sig från Uddjupet in mot Vidinge.

## Öar
Det finns många öar i Söderarms skärgård, men bland de mer kända kan nämnas Inra Hamnskär som är arkipelagens största ö och är känd för sin blomsterprakt. Här växer bland annat Adam och Eva. Manskär är också välkänd på grund av att den PS-15-radar som står där utgör ett väl synligt riktmärke.  Mest känd är nog Torskär där Söderarms fyr står.
Yttre Hamnskär, Lill-Rävskär, Finnkobben samt södra delen av Hallskäret och norra delen av Karskär nyttjas fortfarande som skjut- och övningsfällt av försvarsmakten och är fortfarande ett skyddsobjekt med tillträdesförbud.

## Farleder
Trots att Söderarms skärgård är full med grynnor och grund passerar dagligen tusentals ton fartygstrafik i Furusundsleden längs skärgårdens norra kant. Det går också en gammal lotsled som idag är båtsportled rakt igenom skärgården från Uddjupet in till Furusundsleden i höjd med Nygrund. Det finns även andra sprickdalar som erbjuder djupa passager som till exempel den militära farleden in till Yttre Hamnskär eller söderut från Remmargrund till Inra Hamnskär. Utom fyrarna och radarmasten på Manskär så finns det även åtskilliga kummel som bildar enslinjer eller märker ut farliga grynnor.

## Kustartilleriet
"Spärren Söderarm" började uppföras 1935 i enlighet med 1933 års försvarsbeslut och var färdigställd 1939. Den omfattade mineringar och batteriställningar.
I Söderarms skärgård låg Kustartilleriets första batteri utrustat med 12 cm tornautomatpjäs m/70, de nya batterierna av ERSTA-typ (ERSTA = ERSättning, Tungt Artilleri) som byggdes för ersätta tidigare omoderna tunga kustartilleribatterier runt om i landet. Batteri Söderarm, förkortat Batt SA 1, blev det första i ordningen av totalt 6 stycken byggda ERSTA-batterier. De tre pjäserna var placerade på Tyvskär (1. pjäs), Hallskär (2. pjäs) och Stor-Rävskär (3. pjäs) och mätstationerna på Torskär (mätstation 1, precis intill Söderarms fyr), Stor-Högskär (mätstation 2) och Yttre Hamnskär (mätstation 3). Byggstart för Batteri Söderarm var 1 augusti 1973 och batteriet infördes i krigsorganisationen 1 juli 1977.
Kustartilleriet sköt sin sista salut på Batteri Söderarm i slutet av år 2002 och finns numera inte som vapenslag inom Försvarsmakten utan har ersatts av Amfibiekåren. Numera är Batteri Söderarm avvecklat och rivet förutom kring Yttre Hamnskär. På öarna i Söderarms skärgård finns fortfarande flera spår kvar av militär aktivitet, men flera öar har också återställts till sitt naturliga utseende, gamla bunkrar har murats igen och militära bryggor har rivits.